# Trois-Bassins
Trois-Bassins és un municipi de l'illa de la Reunió. L'any 2006 tenia 6.807 habitants. Limita amb els municipis de Cilaos a l'est, Saint-Paul al nord i Saint-Leu.

## Administració
| Període   | Identitat         | Partit |
| --------- | ----------------- | ------ |
| 2001-2008 | Pierre Heidegger  |        |
| 2008-     | Roland Ramakistin |        |

## Curiositats
Des del 1926 hi va estar exiliat el cabdill rifeny Muhammad ibn Abd al-Karim al-Khattabi fins al 1947.